# 리히텐슈타인 축구 협회
리히텐슈타인 축구 협회(독일어: Liechtensteiner Fussballverband, LFV)는 샨에 본부를 두고 있는 리히텐슈타인의 축구 협회로 연령별 남자 국가대표팀과 여자 국가대표팀 및 리히텐슈타인 컵을 운영하고 있으며 리히텐슈타인의 현역 클럽 수는 7개(리저브팀 10개 미포함)이기 때문에 자국 리그가 없는 유일무이한 UEFA 회원국이기도 하다.